# Edwin Griswold Nourse
Pour les articles homonymes, voir Nourse.
Edwin Griswold Nourse (20 mai 1883 - 7 avril 1974) fut un économiste américain. Il fut le premier président du Council of Economic Advisers de 1946 à 1949.